# Groupe de type de Lie
Ne doit pas être confondu avec les groupes de Lie
En mathématiques, un groupe de type de Lie G(k) est un groupe (non nécessairement fini) de points rationnels d'un groupe algébrique linéaire réductif G à valeur dans le corps commutatif k. La classification des groupes simples finis montre que les groupes de type de Lie finis forment l'essentiel des groupes finis simples. Des cas particuliers incluent les groupes classiques, les groupes de Chevalley, les groupes de Steinberg et les groupes de Suzuki-Ree.

## Les groupes classiques
Une approche initiale est la définition et l'étude détaillée de ce que l'on appelle les groupes classiques sur des corps finis et autres. Beaucoup de travaux ont été réalisés la-dessus, à partir de l'époque de L. E. Dickson jusqu'à l'ouvrage de Jean Dieudonné. Par exemple, Emil Artin a étudié les ordres de tels groupes, en vue de classifier les cas de coïncidence.
Un groupe classique est, de manière grossière, un groupe spécial linéaire, orthogonal, symplectique ou unitaire. Il existe plusieurs variations mineures de ceux-ci, obtenues en prenant des sous-groupes dérivés ou des quotients par le centre. Ils peuvent être construits sur les corps finis (ou tout autre corps) plus ou moins de la même façon qu'ils ont été construits sur les nombres réels. Ils correspondent aux séries An, Bn, Cn, Dn, 2An et 2Dn des groupes de Chevalley et Steinberg.

## Les groupes de Chevalley
La théorie a été clarifiée par la théorie des groupes algébriques et par le travail de Claude Chevalley, dans le milieu des années 1950, sur les algèbres de Lie au moyen duquel le concept de groupe de Chevalley a été isolé. Chevalley a construit une base de Chevalley (en) (une sorte de forme intégrale) pour toutes les algèbres de Lie simples complexes (ou plutôt de leurs algèbres enveloppantes), qui peuvent être utilisées pour définir les groupes algébriques correspondants sur les entiers. En particulier, il a pu prendre leurs points à valeurs dans tout corps fini. Pour les algèbres de Lie An, Bn, Cn et Dn, ceci donnait les groupes classiques bien connus, mais sa construction donna aussi les groupes associés aux algèbres de Lie exceptionnelles E6, E7, E8, F4 et G2. (Certains de ceux-ci avaient déjà été construits par Dickson.)

## Les groupes de Steinberg
La construction de Chevalley ne donnait pas tous les groupes classiques connus : elle omettait les groupes unitaires et les groupes orthogonaux non déployés. Robert Steinberg trouva une modification de la construction de Chevalley qui donne ces groupes et quelques nouvelles familles. Sa construction est similaire à la construction habituelle du groupe unitaire à partir du groupe général linéaire. Le groupe général linéaire sur les nombres complexes possède deux automorphismes qui commutent : un automorphisme du diagramme donné en prenant la transposée de l'inverse, et un automorphisme de corps donné en prenant la conjugaison complexe. Le groupe unitaire est le groupe des points fixes du produit de ces deux automorphismes. De la même manière, beaucoup de groupes de Chevalley ont des automorphismes de diagramme induits par les automorphismes de leurs diagrammes de Dynkin et des automorphismes de corps induits par les automorphismes d'un corps fini. Steinberg a construit des familles de groupes en prenant des points fixes d'un produit d'un automorphisme de diagramme et d'un automorphisme de corps.
Ceux-ci donnèrent
- les groupes unitaires 2An provenant de l'automorphisme d'ordre 2 de An ;
- de nouveaux groupes orthogonaux 2Dn provenant de l'automorphisme d'ordre 2 de Dn ;
- la nouvelle série 2E6, provenant de l'automorphisme d'ordre 2 de E6 ;
- la nouvelle série 3D4, provenant de l'automorphisme d'ordre 3 de D4.

(Les groupes de type 3D4 n'ont pas d'analogue sur les réels, car les nombres complexes n'ont pas d'automorphisme d'ordre 3.)

## Les groupes de Suzuki-Ree
Vers 1960, Michio Suzuki (en) fit sensation en découvrant une nouvelle série infinie de groupes qui semblait, de prime abord, non relié aux groupes algébriques connus. Rimhak Ree (en) savait que le groupe algébrique B2 possédait un automorphisme « supplémentaire » en caractéristique 2, dont le carré était l'automorphisme de Frobenius.
Il trouva que si un corps fini de caractéristique 2 possède aussi un automorphisme dont le carré est l'application de Frobenius, alors un analogue de la construction de Steinberg donne les groupes de Suzuki. Les corps possédant un tel automorphisme sont ceux d'ordre 22n+1, et les groupes correspondants sont les groupes de Suzuki
(à strictement parler, le groupe Suz(2) n'est pas compté comme un groupe de Suzuki car il n'est pas simple : c'est le groupe de Frobenius d'ordre 20). Ree réussit à trouver deux nouvelles familles similaires
de groupes simples en utilisant le fait que F4 et G2 ont des automorphismes supplémentaires en caractéristiques 2 et 3. (En gros, en caractéristique p, on peut ignorer les flèches de multiplicité p dans le diagramme de Dynkin lorsqu'on considère les automorphismes du diagramme). Le plus petit groupe 2F4(2) de type 2F4 est non simple, mais son sous-groupe dérivé (d'indice 2), appelé le groupe de Tits, l'est. Le plus petit groupe 3G2(3) de type 3G2 est non simple, mais il possède un sous-groupe normal d'index 3,
isomorphe à SL2(8). Dans la classification des groupes simples finis, les groupes de Ree
sont ceux dont la structure est la plus difficile à élucider explicitement. Ces groupes ont aussi joué un rôle dans la découverte du premier groupe sporadique moderne. Ils ont des centralisateurs d'involution de la forme ℤ/2ℤ × PSL2(q) pour q = 3n, et en étudiant les groupes avec un centralisateur d'involution de forme similaire ℤ/2ℤ × PSL2(5)
Janko découvrit le groupe sporadique J1.

## Les petits groupes de type de Lie
Beaucoup des plus petits groupes dans les familles ci-dessus ont des propriétés spéciales non partagées par la plupart des membres de la famille.
- Quelquefois les plus petits groupes sont résolubles plutôt que simples; par exemple les groupes SL2(2) et SL2(3) sont résolubles.
- Il existe beaucoup d'isomorphismes « accidentels » entre divers petits groupes de type de Lie (et les groupes alternés). Par exemple, les groupes SL2(4), PSL2(5) et le groupe alterné sur 5 points sont tous isomorphes.
- Certains des petits groupes ont un multiplicateur de Schur qui est plus grand que prévu. Par exemple, les groupes An(q) ont habituellement un multiplicateur de Schur d'ordre (n + 1, q – 1), mais le groupe A2(4) possède un multiplicateur de Schur d'ordre 48, à la place de la valeur prévue 3.

Pour une liste complète de ces exceptions, voir la liste des groupes finis simples.
Beaucoup de ces propriétés spéciales sont reliées à certains groupes sporadiques simples. L'existence de ces « petits » phénomènes n'est pas entièrement une question de « trivialité » ; ils se reflètent ailleurs, par exemple en théorie de l'homotopie.
Les groupes alternés se comportent quelquefois comme s'ils étaient des groupes de types de Lie sur un corps à 1 élément (mais un tel corps n'existe pas).
Certains des petits groupes alternés ont aussi des propriétés exceptionnelles.
Les groupes alternés ont habituellement un groupe d'automorphismes extérieurs d'ordre 2, mais le groupe alterné sur 6 points possède un groupe d'automorphismes extérieurs d'ordre 4. Les groupes alternés ont en général un multiplicateur de Schur d'ordre 2, mais ceux sur 6 ou 7 points ont un multiplicateur de Schur d'ordre 6.

## Au sujet des notations
Malheureusement, il n'existe pas de notation standard pour les groupes de type de Lie finis, et la littérature contient des dizaines de systèmes de notations incompatibles donc prêtant à confusion.
- Les groupes de type An – 1 sont quelquefois notés PSLn(q) (le groupe projectif spécial linéaire) ou Ln(q).
- Les groupes de type Cn sont quelquefois notés Sp2n(q) (le groupe symplectique) ou Spn(q) (ce qui prête à confusion).
- La notation pour les groupes orthogonaux prête particulièrement à confusion. Certains symboles utilisés sont On(q), O–n(q), PSOn(q), Ωn(q), mais il existe tellement de conventions qu'il n'est pas possible, hors contexte, de dire exactement à quels groupes ils correspondent. En particulier certains auteurs désignent par On(q) un groupe qui n'est pas le groupe orthogonal, mais le groupe simple correspondant.
- Pour les groupes de Steinberg, certains auteurs écrivent 2An(q2) (et ainsi de suite) pour le groupe que d'autres auteurs désignent par 2An(q). Le problème est que deux corps interviennent, l'un d'ordre q2, et son corps fixe d'ordre q, et les avis divergent sur celui qui devrait être inclus dans la notation. La convention « 2An(q2) » est plus logique et conforme, mais la convention « 2An(q) » est de loin la plus commune.
- Selon les auteurs, des groupes tels que An(q) sont les groupes de points à valeurs dans le groupe algébrique simple, ou simplement connexe. Par exemple, An(q) peut signifier soit le groupe spécial linéaire SLn+1(q), soit le groupe projectif spécial linéaire PSLn+1(q). Donc 2An(22) peut désigner 4 groupes différents, selon l'auteur.

## Note et référence
1. ↑  Ne pas confondre avec les groupes de Steinberg en K-théorie.